# 李保俊
李保俊（1970年2月—），山西闻喜人，汉族，研究生学历，理学博士，中共党员，中华人民共和国政治人物，曾任中华人民共和国民政部副部长。现任云南省委常委、统战部部长。

## 生平
1996年7月开始历任救灾司副处长、处长、副司长。2013年11月，任民政部办公厅副主任、新闻发言人，兼任国家减灾中心党委书记，后任民政部规划财务司司长。2020年任民政部办公厅主任（国际合作司司长）。
2025年1月，任云南省委常委、统战部部长。2月10日，不再担任民政部副部长。